# Лёгкие крейсера типа «Каледон»
Лёгкие крейсера типа «Каледон» — тип лёгких крейсеров Королевского военно-морского флота Великобритании времён Первой мировой войны. Стали развитием 2-й серии крейсеров типа «C»— «Каллиопа». Всего построено 14 единиц: «Каледон» (Caledon), «Калипсо» (Calypso), «Карадок» (Caradoc), «Кассандра» (Cassandra), «Кардифф» (Cardiff), «Серес» (Ceres), «Ковентри» (Coventry), «Кюрасао» (Сигасоа), «Кэрлью» (Curlew), «Кайро» (Cairo), «Калькутта» (Calcutta), «Кейптаун» (Capetown), «Карлайл» (Carlisle), «Коломбо» (Colombo).
Их усовершенствованной версией стали крейсера типа «Даная».

## Служба
1-я группа:
«Каледон» — заложен 17 марта 1916 г., спущен 25 ноября 1916 г., вошёл в строй в марте 1917 г.
«Калипсо» — заложен 7 февраля 1916 г., спущен 24 января 1917 г., вошёл в строй в июне 1917 г.
«Карадок» — заложен 21 февраля 1916 г., спущен 23 декабря 1916 г., вошёл в строй в июне 1917 г.
«Кассандра» — заложен в марте 1916 г., спущен 25 ноября 1916 г., вошёл в строй в июне 1917 г.
«Кардифф» — заложен 22 июля 1916 г., спущен 12 апреля 1917 г., вошёл в строй в июне 1917 г.
2-я группа:
«Серес» — заложен 11 июля 1916 г., спущен 24 марта 1917 г., вошёл в строй в июне 1917 г.
«Ковентри» — заложен 4 августа 1916 г., спущен 6 июля 1917 г., вошёл в строй в феврале 1918 г.
«Кюрасао» — заложен в июле 1916 г., спущен 5 мая 1917 г., вошёл в строй в феврале 1918 г.
«Кэрлью» — заложен 21 августа 1916 г., спущен 5 июля 1917 г., вошёл в строй в декабре 1917 г.
«Кайро» — заложен 28 ноября 1917 г., спущен 19 ноября 1918 г., вошёл в строй в октябре 1919 г.
«Калькутта» — заложен 18 октября 1917 г., спущен 9 июля 1918 г., вошёл в строй в августе 1919 г.
3-я группа:
«Кейптаун» — заложен 23 февраля 1918 г., спущен 18 июня 1919 г., вошёл в строй в апреле 1922 г.
«Карлайл» — заложен 2 октября 1917 г., спущен 9 июля 1918 г., вошёл в строй в ноябре 1918 г.
«Коломбо» — заложен 8 декабря 1917 г., спущен 18 декабря 1918 г., вошёл в строй в июле 1919 г.